# Oxtotitlán
Oxtotitlán är en ort i Mexiko.   Den ligger i kommunen Cutzamala de Pinzón och delstaten Guerrero, i den södra delen av landet, 180 km sydväst om huvudstaden Mexico City. Oxtotitlán ligger 326 meter över havet och antalet invånare är 146.
Terrängen runt Oxtotitlán är kuperad österut, men västerut är den platt. Runt Oxtotitlán är det ganska tätbefolkat, med 60 invånare per kvadratkilometer. Närmaste större samhälle är Cutzamala de Pinzón, 17,2 km söder om Oxtotitlán. I omgivningarna runt Oxtotitlán växer huvudsakligen savannskog.